# GJ 1061
GJ 1061 ist ein Roter Zwerg in ungefähr 12 Lichtjahren Entfernung von der Erde im südlichen Sternbild Pendeluhr. Trotz seiner relativen Nähe ist er sehr lichtschwach und bei einer scheinbaren Helligkeit von rund 13 mag wird mindestens ein mittelgroßes Teleskop benötigt, um ihn beobachten zu können.

## Bedeutung
Die Eigenbewegung von GJ 1061 war bereits seit längerer Zeit bekannt, doch hielt man ihn für weiter entfernt. Seine Entfernung wurde erst 1997 durch die internationale Astronomenvereinigung RECONS (Research Consortium On Nearby Stars) genau ermittelt. Zu diesem Zeitpunkt war er der Sonne zwanzignächste bekannte Stern. Die Forschergruppe stellte fest, dass viele vergleichbare Sterne in der Umgebung des Sonnensystems zu entdecken sein dürften.

## Entfernung
Bestimmung der Entfernung für GJ 1061
| Quelle                  | Parallaxe (mas) | Entfernung (pc)    | Entfernung (Lj)  | Entfernung (Pm) |
| ----------------------- | --------------- | ------------------ | ---------------- | --------------- |
| Gliese & Jahreiß (1991) | 233,0 ± 57,0    | 4,3 +1,4−0,8       | 14 +4,5−2,8      | 132,4 +42,9−26  |
| Henry et al. (1997)     |                 | 3,79 ± 0,35        | 12,4 ± 1,1       | 106,6 ± 1,8     |
| Henry et al. (1997)     | 273,4 ± 5,2     | 3,66 ± 0,07        | 11,93 +0,23−0,22 | 112,9 +2,2−2,1  |
| Henry et al. (2006)     | 271,92 ± 1,34   | 3,678 ± 0,018      | 11,99 ± 0,06     | 113,5 ± 0,6     |
| RECONS TOP100 (2012)    | 272,01 ± 1,30   | 3,676 +0,018−0,017 | 11,99 ± 0,06     | 113,4 ± 0,5     |
| Lurie et al. (2014)     | 270,86 ± 1,29   | 3,692 +0,018−0,017 | 12,04 ± 0,06     | 113,9 ± 0,5     |
| Gaia DR2 (2018)         | 272,24 ± 0,07   | 3,673 ± 0,001      | 11,974 ± 0,003   | 113,28 ± 0,03   |
| Gaia DR3 (2022)         | 272,16 ± 0,03   | 3,674 ± 0,001      | 11,978 ± 0,002   | 113,31 ± 0,01   |

## Planetensystem
Im Jahre 2019 wurde basierend auf Daten von HARPS die Entdeckung eines Planetensystems mit 3 Planeten bekanntgegeben. 2 dieser Planeten befinden sich möglicherweise in der habitablen Zone und sind entsprechend in der Liste potentiell bewohnbarer Planeten enthalten.
| Planet (Reihenfolge vom Stern aus) | Entdeckt | Masse (Erdmassen) | Radius (Erdradien) | Große Halbachse der Bahn (AU) | Umlaufzeit (Tage) | Exzentrizität | Bahnneigung (Grad) |
| ---------------------------------- | -------- | ----------------- | ------------------ | ----------------------------- | ----------------- | ------------- | ------------------ |
| b                                  | 2019     | 1,4 ± 0,2         | -                  | 0,021                         | 3,20 ± 0,01       | < 0,31        | -                  |
| c                                  | 2019     | 1,8 ± 0,3         | -                  | 0,035                         | 6,69 ± 0,01       | < 0,29        | -                  |
| d                                  | 2019     | 1,7 ± 0,3         | -                  | 0,054                         | 13,03 ± 0,03      | < 0,53        | -                  |